# Библиотека Ярослава Мудрого
Библиоте́ка Яросла́ва Му́дрого — легендарное собрание книг и документов, принадлежавшее Великому князю киевскому Ярославу Мудрому. Согласно наиболее распространённой версии, в XII веке и позднее она находилась в Софийском соборе Киева или в подземельях под ним.

## История
Авторитетных источников описания библиотеки, как и факта её возможного существования нет. Обычно приводят[кто?] ряд гипотез и сопоставлений фактов.
В 1037 году в «Повести временных лет» приведено первое упоминание крупного собрания документов: «Ярослав же любим бо книгам, и многы списав положи в церкви святой Софьи, юже созда сам». Хотя подробней об объёме и характере собрания в ней речь не идёт.
Далее известно что в 1106 году свою библиотеку передал в дар монастырю Софийского собора князь Святослав Давыдович Черниговский, правнук Ярослава.
Возможным доказательством существования библиотеки было то что Софийский собор был крупнейшим центром книгоиздания на Руси, в 1037—1039 годах в нём был составлен первый летописный свод, написано и провозглашено «Слово о Законе и Благодати» киевского митрополита Илариона, создан «Изборник Святослава», написано «Послание к Смоленского пресвитеру Фоме» киевского митрополита Климента Смолятича. Исследование трудов Смолятича и Илариона подтверждает то, что им были знакомы положения учений Платона, Аристотеля и других философов древности, что свидетельствует о том что у них был доступ к большому книгохранилищу, так как данные тексты не только изучались этими богословами, но и систематизировались. На доказательство существования такой библиотеки, наталкивало письмо богослова Павла Алепского, который в 1653 году писал о большом книгохранилище Киево-Печерского монастыря, среди которых упоминал пергаменты и древние свитки которые некогда были частью библиотеки Софийского собора. Первые историки Российской Империи, в частности, Михаил Ломоносов, тоже интересовались библиотекой, они высказывались что в библиотеке находились не только древнерусские рукописи, а ещё и свитки из Александрийской библиотеки. В их работах упоминалось о «письменах принесенных с Индии и восточной Азии в давние времена, когда ещё люд европейский не ведал этих земель» а так же ещё более древние тексты. 

Точный объём библиотеки неизвестен. В «Истории Киева» 1982 года издания он оценивается в 950 томов, а историк Е. Е. Голубинский предполагал вероятную цифру в 500 книг. По мнению известного ленинградского книговеда М. Розова, произведения библиотеки Ярослава могут частично находится в Российской национальной библиотеке им. Салтыкова-Щедрина..
Взятие Киева Мстиславом в 1169 году повлекшее за собой значительные разрушения и его последующее запустение на некоторый период, а также нередкие пожары уничтожавшие большую часть города, скорее всего, уничтожили и все древние письменные документы. В связи с этим, версия о том, что библиотека все ещё где-то сохранилась, вызывает сильные сомнения у историков.
Относительно того, кто был владельцем библиотеки также есть разные мнения. Возможно, им был сначала князь Ярослав Мудрый, но потом он передал коллекцию в собор, возможно собор получил коллекцию после смерти Ярослава, возможно изначально хозяином собрания был сам Софийский собор. Тем не менее, название «Библиотека Ярослава Мудрого» уже стало традиционным, как и «Библиотека Ивана Грозного».

## Поиски и версии о местоположении
В 1980-е годы появилась такая городская легенда: при рытье траншеи строители нашли большое подземелье, заполненное деревянными стеллажами с старинными книгами. Начальник строительства, опасаясь срыва сроков работ, приказал засыпать землей данный тайник.
Другая городская легенда гласит что в 1934 году во время строительства правительственной дачи для первого секретаря Киевского обкома партии Петра Постышева, рабочие обнаружили подвальное помещение, доверху заполненное древними книгами. По свидетельству очевидцев, книги были рукописные, большого формата, в массивных кожаных переплетах. Но так как объект необходимо было возвести в кратчайшие сроки, таинственный подвал засыпали землей, а всех очевидцев попросили не рассказывать о этом событии.
Насколько реальны и правдивы эти истории, ответить трудно.

Есть не подтвержденные сообщения что в 1916 году были проведены археологические раскопки под Софийским собором и археологам открылся вход в подземные коридоры, внутри которых нашли берестяную записку с текстом: «Аще кто найде сей ход тот найде велий клад Ярослав» («Кто найдёт этот ход, тот найдет великий клад Ярослава»). Недалеко от этой записки был обнаружен тайник, надпись на его стене сообщала, что археологи опоздали и клад уже давно вырыли. Последний случай сейчас воспринимается многими учеными как мистификация, дело в том что первая берестяная грамота была обнаружена в 1951 году в Новгороде, то есть упоминание берестяных грамот свидетельствует о том что это скорее всего ещё одна городская легенда которую сочинили в середине XX века.

Ещё одна версия связана с Успенским собором Киево-Печерской лавры. В 1898 году в нём уже находили клад — «потаенную» монастырскую казну, спрятанную в 1718 году. В 1941 году, во время немецкой оккупации, собор был взорван, однако под ним уцелели катакомбы. Известно, что в них хранились мощи одного из основателей лавры святого Феодосия.
Также среди мест, где может находиться легендарная библиотека, называют «Зверинецкие пещеры» близ Выдубицкого монастыря, подземелья разрушенного Межигорского монастыря, катакомбы Киево-Печерской лавры.

## Факты
- Высказывались предположения о том, что часть княжеского книгохранилища вошла в не менее легендарную Библиотеку Ивана Грозного[7].
- В наши дни библиотеку пытались отыскать методами биолокации[8].
- Именем Ярослава Мудрого названа одна из библиотек Ярославля[9].